# Championnats du monde de ski nordique 2019
Navigation
Lahti 2017 Oberstdorf 2021
Les Championnats du monde de ski nordique 2019 ont lieu dans la ville autrichienne de Seefeld du 20 février au 3 mars 2019. C'est la deuxième fois qu'ils s'y déroulent, après 1985.
Une nouvelle épreuve apparaît : l'épreuve féminine de saut à ski par équipe.

## Désignation
Seefeld a été désignée lors du 49e congrès de la Fédération internationale de ski à Barcelone en juin 2014. Elle était en concurrence avec Oberstdorf (Allemagne), Planica (Slovénie) et Almaty (Kazakhstan). Elle a devancé Oberstdorf au troisième tour du vote, avec 9 voix contre 8.

## Sites

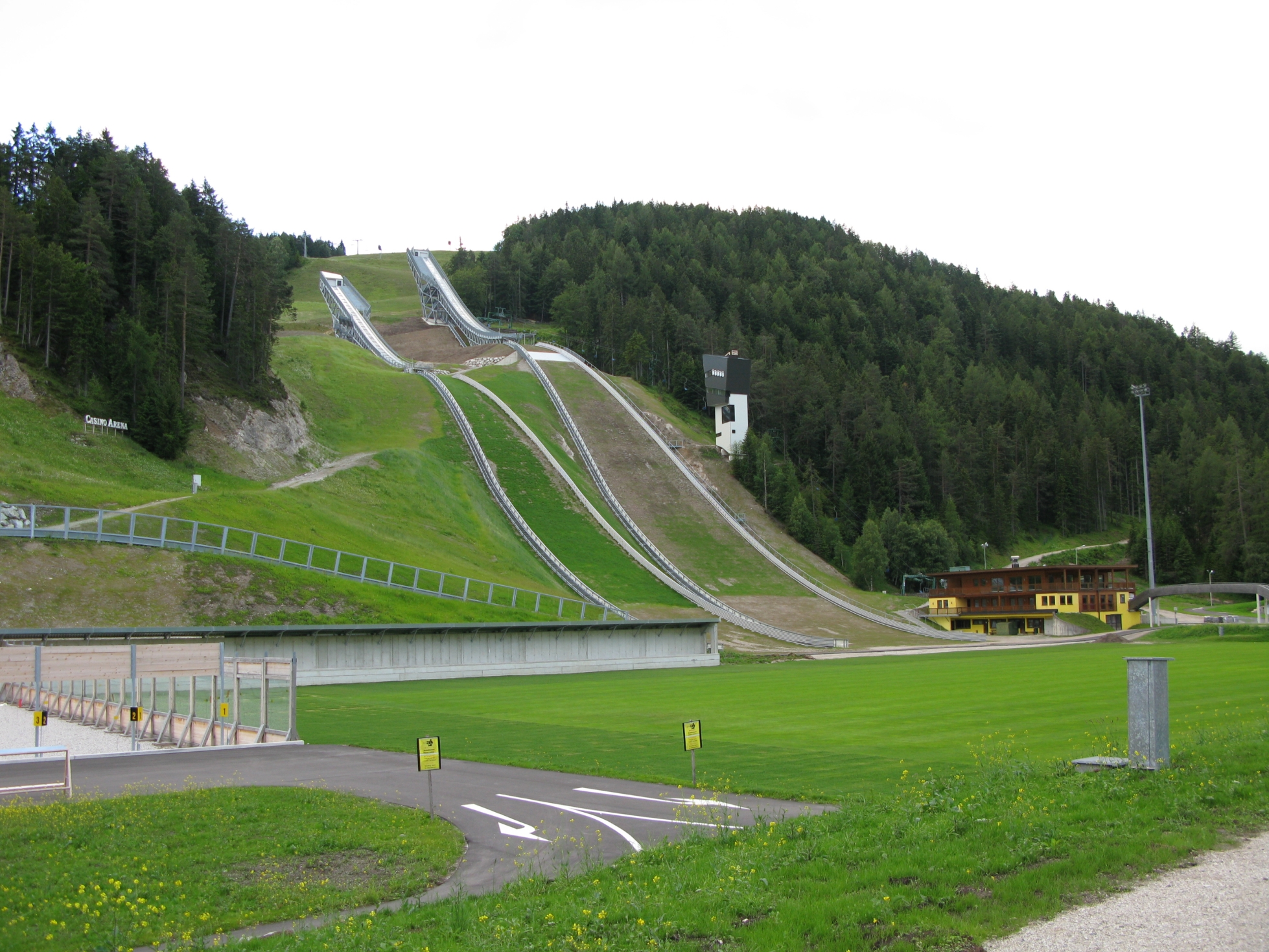
Tremplin Toni Seelos.

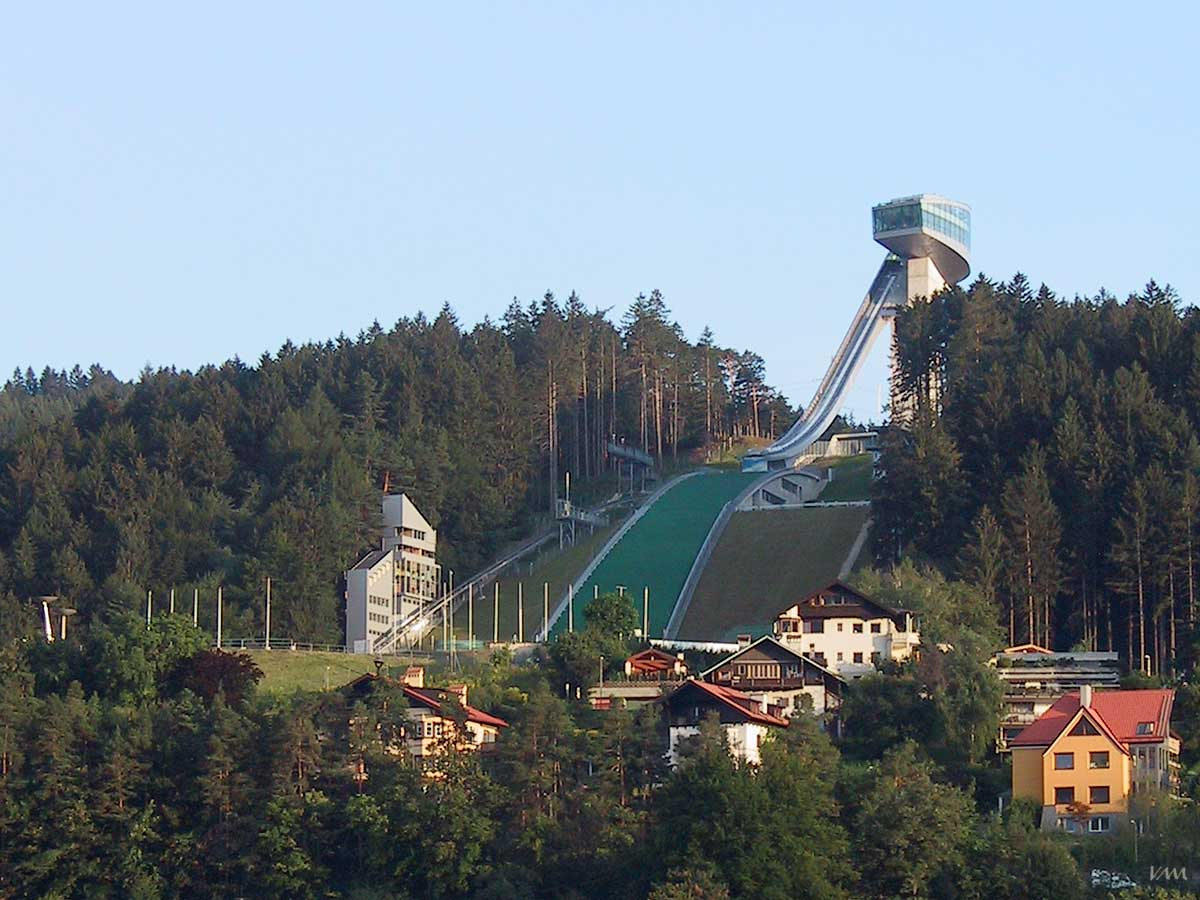
Tremplin de Bergisel.

- Ces championnats du monde se déroulent au sud de Seefeld, au complexe de sport.
- Les épreuves de ski de fond ont lieu sur le stade situé à quelques mètres du tremplin Toni Seelos.
- Le tremplin Toni Seelos accueille tous les ans au mois de janvier la coupe du monde de combiné nordique avec les trois jours du combiné nordique. Ce tremplin (HS 100), construit en 1931 et rénové en 2010, est utilisé comme Petit tremplin pour les épreuves de saut à ski de combiné nordique durant ces championnats.
- Le tremplin de Bergisel (HS 130), construit en 1964 et rénové en 2003, est pour sa part situé à Innsbruck, à une vingtaine de kilomètres de Seefeld. Il accueille tous les ans des épreuves de coupe du monde de saut à ski à l'occasion de la tournée des quatre  tremplins. À l'occasion de ces championnats, il est utilisé comme Grand tremplin pour les épreuves de saut à ski de combiné nordique.

## Calendrier
Les mondiaux se déroulent sur douze jours du 20 février au 3 mars.
|  | Qualification |  | Course |

| Horaire local de l'épreuve (UTC +1) |

| Évènements                                              | Évènements                           | Évènements                           | Calendrier      | Calendrier | Calendrier      | Calendrier | Calendrier | Calendrier | Calendrier      | Calendrier | Calendrier      | Calendrier | Calendrier | Calendrier |
| Évènements                                              | Évènements                           | Évènements                           | M               | J          | V               | S          | D          | L          | M               | M          | J               | V          | S          | D          |
| Évènements                                              | Évènements                           | Évènements                           | 20              | 21         | 22              | 23         | 24         | 25         | 26              | 27         | 28              | 1er        | 2          | 3          |
| Évènements                                              | Évènements                           | Évènements                           | Février         | Février    | Février         | Février    | Février    | Février    | Février         | Février    | Février         | Mars       | Mars       | Mars       |
| Cérémonies d'ouverture et de clôture                    | Cérémonies d'ouverture et de clôture | Cérémonies d'ouverture et de clôture | 18 h 00         |            |                 |            |            |            |                 |            |                 |            |            | 15 h 30    |
|                                                         |                                      |                                      |                 |            |                 |            |            |            |                 |            |                 |            |            |            |
| S k i d e f o n d                                       |                                      |                                      |                 |            |                 |            |            |            |                 |            |                 |            |            |            |
| Hommes                                                  |                                      |                                      |                 |            |                 |            |            |            |                 |            |                 |            |            |            |
| Sprint Libre                                            |                                      | 12 h 00                              |                 |            |                 |            |            |            |                 |            |                 |            |            |            |
| Sprint Libre                                            | 14 h 30                              |                                      |                 |            |                 |            |            |            |                 |            |                 |            |            |            |
| Sprint par équipes Classique                            |                                      |                                      |                 |            | 09 h 15         |            |            |            |                 |            |                 |            |            |            |
| Sprint par équipes Classique                            | 11 h 30                              |                                      |                 |            |                 |            |            |            |                 |            |                 |            |            |            |
| Relais 4 × 10 km Classique et libre                     |                                      |                                      |                 |            |                 |            |            |            |                 | 13 h 15    |                 |            |            |            |
| 15 km Classique                                         | 14 h 00 10 km                        |                                      |                 |            |                 |            |            | 14 h 00    |                 |            |                 |            |            |            |
| 30 km skiathlon 15 km classique + 15 km libre           |                                      |                                      |                 | 12 h 30    |                 |            |            |            |                 |            |                 |            |            |            |
| 50 km départ en ligne Libre                             |                                      |                                      |                 |            |                 |            |            |            |                 |            |                 | 13 h 00    |            |            |
| Femmes                                                  |                                      |                                      |                 |            |                 |            |            |            |                 |            |                 |            |            |            |
| Sprint Libre                                            |                                      | 12 h 00                              |                 |            |                 |            |            |            |                 |            |                 |            |            |            |
| Sprint Libre                                            | 14 h 30                              |                                      |                 |            |                 |            |            |            |                 |            |                 |            |            |            |
| Sprint par équipes Classique                            |                                      |                                      |                 |            | 09 h 15         |            |            |            |                 |            |                 |            |            |            |
| Sprint par équipes Classique                            | 11 h 30                              |                                      |                 |            |                 |            |            |            |                 |            |                 |            |            |            |
| Relais 4 × 5 km Classique et libre                      |                                      |                                      |                 |            |                 |            |            |            | 13 h 00         |            |                 |            |            |            |
| 10 km Classique                                         | 12 h 30 5 km                         |                                      |                 |            |                 |            | 15 h 00    |            |                 |            |                 |            |            |            |
| 15 km skiathlon 7,5 km classique + 7,5 km libre         |                                      |                                      |                 | 11 h 00    |                 |            |            |            |                 |            |                 |            |            |            |
| 30 km départ en ligne Libre                             |                                      |                                      |                 |            |                 |            |            |            |                 |            | 12 h 15         |            |            |            |
|                                                         |                                      |                                      |                 |            |                 |            |            |            |                 |            |                 |            |            |            |
| S a u t à s k i                                         |                                      |                                      |                 |            |                 |            |            |            |                 |            |                 |            |            |            |
| Hommes                                                  |                                      |                                      |                 |            |                 |            |            |            |                 |            |                 |            |            |            |
| Individuel - Petit Tremplin HS 109                      |                                      |                                      |                 |            |                 |            |            |            | 16 h 30         | 16 h 00    |                 |            |            |            |
| Individuel - Grand Tremplin HS 130                      |                                      |                                      | 14 h 30         | 14 h 30    |                 |            |            |            |                 |            |                 |            |            |            |
| Par équipes - Grand Tremplin HS 130                     |                                      |                                      |                 |            | 14 h 45         |            |            |            |                 |            |                 |            |            |            |
| Femmes                                                  |                                      |                                      |                 |            |                 |            |            |            |                 |            |                 |            |            |            |
| Individuel - Petit Tremplin HS 100                      |                                      |                                      |                 |            |                 |            |            | 15 h 00    |                 |            |                 |            |            |            |
| Individuel - Petit Tremplin HS 100                      | 16 h 15                              |                                      |                 |            |                 |            |            |            |                 |            |                 |            |            |            |
| Par équipes - Petit Tremplin HS 100                     |                                      |                                      |                 |            |                 |            | 16 h 15    |            |                 |            |                 |            |            |            |
| Mixte                                                   |                                      |                                      |                 |            |                 |            |            |            |                 |            |                 |            |            |            |
| Par équipes - Petit Tremplin HS 100                     |                                      |                                      |                 |            |                 |            |            |            |                 |            | 16 h 00         |            |            |            |
|                                                         |                                      |                                      |                 |            |                 |            |            |            |                 |            |                 |            |            |            |
| C o m b i n é                                           |                                      |                                      |                 |            |                 |            |            |            |                 |            |                 |            |            |            |
| Hommes                                                  |                                      |                                      |                 |            |                 |            |            |            |                 |            |                 |            |            |            |
| Individuel - Petit Tremplin HS 100 + 10 km              |                                      |                                      |                 |            |                 |            |            |            | 11 h 00 15 h 15 |            |                 |            |            |            |
| Par équipes - Petit Tremplin HS 100 + Relais 4 × 5 km   |                                      |                                      |                 |            |                 |            |            |            |                 |            | 11 h 00 14 h 45 |            |            |            |
| Individuel - Grand Tremplin HS 130 + 10 km              |                                      |                                      | 10 h 30 16 h 15 |            |                 |            |            |            |                 |            |                 |            |            |            |
| Par équipes - Grand Tremplin HS 130 + Sprint 2 × 7,5 km |                                      |                                      |                 |            | 10 h 30 13 h 30 |            |            |            |                 |            |                 |            |            |            |
|                                                         |                                      |                                      |                 |            |                 |            |            |            |                 |            |                 |            |            |            |

## Récapitutalif

### Tableau des médailles
| Rang  | Nation    | Or | Argent | Bronze | Total |
| ----- | --------- | -- | ------ | ------ | ----- |
| 1     | Norvège   | 13 | 5      | 7      | 25    |
| 2     | Allemagne | 6  | 3      | -      | 9     |
| 3     | Suède     | 2  | 2      | 1      | 5     |
| 4     | Pologne   | 1  | 1      | -      | 2     |
| 5     | Russie    | -  | 5      | 3      | 8     |
| 6     | Autriche  | -  | 4      | 5      | 9     |
| 7     | Italie    | -  | 1      | 1      | 2     |
| 8     | Slovénie  | -  | 1      | -      | 1     |
| 9     | Japon     | -  | -      | 2      | 2     |
| 10    | Finlande  | -  | -      | 1      | 1     |
| 10    | Suisse    | -  | -      | 1      | 1     |
| 10    | France    | -  | -      | 1      | 1     |
| Total | Total     | 22 | 22     | 22     | 66    |

- Pays organisateur

### Athlètes multi-médaillés
| Rang | Athlète                  | Or | Argent | Bronze | Total |
| ---- | ------------------------ | -- | ------ | ------ | ----- |
| 1    | Therese Johaug           | 3  | 1      | -      | 4     |
| 2    | Markus Eisenbichler      | 3  | -      | -      | 3     |
| 2    | Johannes Høsflot Klæbo   | 3  | -      | -      | 3     |
| 4    | Katharina Althaus        | 2  | 1      | -      | 3     |
| 4    | Eric Frenzel             | 2  | 1      | -      | 3     |
| 4    | Karl Geiger              | 2  | 1      | -      | 3     |
| 4    | Stina Nilsson            | 2  | 1      | -      | 3     |
| 4    | Jarl Magnus Riiber       | 2  | 1      | -      | 3     |
| 9    | Sjur Røthe               | 2  | -      | 1      | 3     |
| 9    | Martin Johnsrud Sundby   | 2  | -      | 1      | 3     |
| 11   | Emil Iversen             | 2  | -      | -      | 2     |
| 11   | Juliane Seyfarth         | 2  | -      | -      | 2     |
| 13   | Jan Schmid               | 1  | 2      | -      | 3     |
| 14   | Frida Karlsson           | 1  | 1      | 1      | 3     |
| 15   | Fabian Riessle           | 1  | 1      | -      | 2     |
| 16   | Maiken Caspersen Falla   | 1  | -      | 1      | 2     |
| 17   | Maren Lundby             | 1  | -      | 2      | 3     |
| 18   | Alexander Bolshunov      | -  | 4      | -      | 4     |
| 19   | Ingvild Flugstad Østberg | -  | 3      | 2      | 5     |
| 20   | Daniela Iraschko-Stolz   | -  | 2      | 1      | 3     |
| 20   | Stefan Kraft             | -  | 2      | 1      | 3     |
| 22   | Philipp Aschenwald       | -  | 2      | -      | 2     |
| 22   | Aleksandr Bessmertnykh   | -  | 2      | -      | 2     |
| 22   | Eva Pinkelnig            | -  | 2      | -      | 2     |
| 25   | Bernhard Gruber          | -  | 1      | 2      | 3     |
| 26   | Federico Pellegrino      | -  | 1      | 1      | 2     |
| 26   | Gleb Retivykh            | -  | 1      | 1      | 2     |
| 28   | Franz-Josef Rehrl        | -  | -      | 3      | 3     |
| 29   | Natalia Nepryaeva        | -  | -      | 2      | 2     |
| 29   | Anna Odine Strøm         | -  | -      | 2      | 2     |

## Résultats et podiums

### Ski de fond

#### Hommes
| Épreuves                            | Or                                                                                   | Argent                                                                                    | Bronze                                                                            |
| ----------------------------------- | ------------------------------------------------------------------------------------ | ----------------------------------------------------------------------------------------- | --------------------------------------------------------------------------------- |
| Sprint Libre                        | Johannes Høsflot Klæbo                                                               | Federico Pellegrino                                                                       | Gleb Retivykh                                                                     |
| Sprint par équipes Classique        | Norvège- Johannes Høsflot Klæbo - Emil Iversen                                       | Russie- Gleb Retivykh - Alexander Bolshunov                                               | Italie- Francesco De Fabiani - Federico Pellegrino                                |
| Relais 4 × 10 km Classique et libre | Norvège- Emil Iversen - Martin Johnsrud Sundby - Sjur Røthe - Johannes Høsflot Klæbo | Russie- Andrey Larkov - Aleksandr Bessmertnykh - Alexander Bolshunov - Sergueï Oustiougov | France- Adrien Backscheider - Maurice Manificat - Clément Parisse - Richard Jouve |
| 15 km Classique                     | Martin Johnsrud Sundby                                                               | Aleksandr Bessmertnykh                                                                    | Iivo Niskanen                                                                     |
| 30 km skiathlon 15 km C + 15 km L   | Sjur Røthe                                                                           | Alexander Bolshunov                                                                       | Martin Johnsrud Sundby                                                            |
| 50 km départ en ligne Libre         | Hans Christer Holund                                                                 | Alexander Bolshunov                                                                       | Sjur Røthe                                                                        |

#### Femmes
| Épreuves                            | Or                                                                       | Argent                                                                                       | Bronze                                                                              |
| ----------------------------------- | ------------------------------------------------------------------------ | -------------------------------------------------------------------------------------------- | ----------------------------------------------------------------------------------- |
| Sprint Libre                        | Maiken Caspersen Falla                                                   | Stina Nilsson                                                                                | Mari Eide                                                                           |
| Sprint par équipes Classique        | Suède- Stina Nilsson - Maja Dahlqvist                                    | Slovénie- Katja Višnar - Anamarija Lampič                                                    | Norvège- Ingvild Flugstad Østberg - Maiken Caspersen Falla                          |
| Relais 4 × 5 km Classique et libre  | Suède- Ebba Andersson - Frida Karlsson - Charlotte Kalla - Stina Nilsson | Norvège- Heidi Weng - Ingvild Flugstad Østberg - Astrid Uhrenholdt Jacobsen - Therese Johaug | Russie- Yulia Belorukova - Anastasia Sedova - Anna Nechaevskaya - Natalia Nepryaeva |
| 10 km Classique                     | Therese Johaug                                                           | Frida Karlsson                                                                               | Ingvild Flugstad Østberg                                                            |
| 15 km skiathlon 7,5 km C + 7,5 km L | Therese Johaug                                                           | Ingvild Flugstad Østberg                                                                     | Natalia Nepryaeva                                                                   |
| 30 km départ en ligne Libre         | Therese Johaug                                                           | Ingvild Flugstad Østberg                                                                     | Frida Karlsson                                                                      |

### Saut à ski

#### Hommes
| Épreuves                           | Or                                                                             | Argent                                                                       | Bronze                                                                |
| ---------------------------------- | ------------------------------------------------------------------------------ | ---------------------------------------------------------------------------- | --------------------------------------------------------------------- |
| Individuel - Petit Tremplin HS 109 | Dawid Kubacki                                                                  | Kamil Stoch                                                                  | Stefan Kraft                                                          |
| Individuel - Grand Tremplin HS 130 | Markus Eisenbichler                                                            | Karl Geiger                                                                  | Killian Peier                                                         |
| Par équipe - Grand Tremplin HS 130 | Allemagne- Karl Geiger - Richard Freitag - Stephan Leyhe - Markus Eisenbichler | Autriche- Philipp Aschenwald - Michael Hayböck - Daniel Huber - Stefan Kraft | Japon- Yukiya Satō - Daiki Itō - Junshirō Kobayashi - Ryōyū Kobayashi |

#### Femmes
| Épreuves                            | Or                                                                            | Argent                                                                                       | Bronze                                                                             |
| ----------------------------------- | ----------------------------------------------------------------------------- | -------------------------------------------------------------------------------------------- | ---------------------------------------------------------------------------------- |
| Individuel - Petit Tremplin HS 109  | Maren Lundby                                                                  | Katharina Althaus                                                                            | Daniela Iraschko-Stolz                                                             |
| Par équipes - Petit Tremplin HS 109 | Allemagne- Juliane Seyfarth - Ramona Straub - Carina Vogt - Katharina Althaus | Autriche- Eva Pinkelnig - Jacqueline Seifriedsberger - Chiara Hölzl - Daniela Iraschko-Stolz | Norvège- Anna Odine Strøm - Ingebjørg Saglien Bråten - Silje Opseth - Maren Lundby |

#### Mixte
| Épreuves                           | Or                                                                                  | Argent                                                                               | Bronze                                                                         |
| ---------------------------------- | ----------------------------------------------------------------------------------- | ------------------------------------------------------------------------------------ | ------------------------------------------------------------------------------ |
| Par équipe - Petit Tremplin HS 109 | Allemagne- Katharina Althaus - Markus Eisenbichler - Juliane Seyfarth - Karl Geiger | Autriche- Eva Pinkelnig - Philipp Aschenwald - Daniela Iraschko-Stolz - Stefan Kraft | Norvège- Anna Odine Strøm - Robert Johansson - Maren Lundby - Andreas Stjernen |

### Combiné nordique
| Épreuves                                                | Or                                                                          | Argent                                                                      | Bronze                                                                      |
| ------------------------------------------------------- | --------------------------------------------------------------------------- | --------------------------------------------------------------------------- | --------------------------------------------------------------------------- |
| Individuel - Grand tremplin HS 130 + 10 km              | Eric Frenzel                                                                | Jan Schmid                                                                  | Franz-Josef Rehrl                                                           |
| Par équipes - Grand tremplin HS 130 + Sprint 2 × 7,5 km | Allemagne- Eric Frenzel - Fabian Riessle                                    | Norvège- Jan Schmid - Jarl Magnus Riiber                                    | Autriche- Franz-Josef Rehrl - Bernhard Gruber                               |
| Individuel - Petit tremplin HS 109 + 10 km              | Jarl Magnus Riiber                                                          | Bernhard Gruber                                                             | Akito Watabe                                                                |
| Par équipes - Petit tremplin HS 109 + Relais 4 × 5 km   | Norvège- Espen Bjørnstad - Jan Schmid - Jørgen Graabak - Jarl Magnus Riiber | Allemagne- Johannes Rydzek - Eric Frenzel - Fabian Riessle - Vinzenz Geiger | Autriche- Bernhard Gruber - Mario Seidl - Franz-Josef Rehrl - Lukas Klapfer |

## Affaire de dopage
Le 27 février 2019, la police autrichienne lance une opération antidopage à Seefeld et à Erfurt en Allemagne, neuf personnes, dont cinq athlètes seront arrêtés. Les cinq sportifs exclus par la FIS sont les Autrichiens Dominik Baldauf et Max Hauke, les Estoniens Andreas Veerpalu et Karel Tammjärv, ainsi que le Kazakh Aleksey Poltaranin. Pour les autres personnes il s'agit d'un médecin du sport allemand et d'un complice.